# Puchar EHF piłkarzy ręcznych 2016/2017 – faza pucharowa

## Format
Prawo gry w ćwierćfinałach zagwarantowało sobie 6 najlepszych zespołów ze wszystkich grup oprócz gospodarza turnieju finałowego Frisch Auf! Göppingen. Zwycięzcy dwumeczów dołączą do gospodarza Turnieju Finałowego.

## Zakwalifikowane zespoły
| Grupa A                    | Grupa B | Grupa C               | Grupa D             |
| -------------------------- | ------- | --------------------- | ------------------- |
| Füchse Berlin              |         | SC Magdeburg          | MT Melsungen        |
| Saint-Raphaël Var Handball |         | Grundfos Tatabánya KC | Helvetia Anaitasuna |

## Losowanie
EHF dokonało podziału na koszyki:
| Koszyk 1                                | Koszyk 2                                                             |
| --------------------------------------- | -------------------------------------------------------------------- |
| Füchse Berlin MT Melsungen SC Magdeburg | Helvetia Anaitasuna Saint-Raphaël Var Handball Grundfos Tatabánya KC |

Losowanie par odbyło 4 kwietnia 2017 r. o godz. 11:00.

## 1/8 finału

### Wyniki
| Drużyna 1                            | Wynik dwumeczu | Drużyna 2     | Pierwszy mecz | Drugi mecz |
| ------------------------------------ | -------------- | ------------- | ------------- | ---------- |
| Helvetia Anaitasuna                  | 59:69          | SC Magdeburg  | 27:34         | 32:35      |
| Grundfos Tatabánya KC                | 47:58          | Füchse Berlin | 25:30         | 28:22      |
| Saint-Raphaël Var Handball           | 61:49          | MT Melsungen  | 30:26         | 31:23      |
| Po lewej gospodarz pierwszego meczu. |                |               |               |            |

| 22 kwietnia 201715:00 | Grundfos Tatabánya KC | 25:30(11:17) | Füchse Berlin   | gospodarz Widzów: 2500 Sędzia: Miljan Vešović Novica Mitrović |
| 22 kwietnia 201715:00 | Miloš Vujović 7       | 25:30(11:17) | 9 Hans Lindberg | gospodarz Widzów: 2500 Sędzia: Miljan Vešović Novica Mitrović |
| 22 kwietnia 201715:00 | 5× · 2×               | 25:30(11:17) | 5× · 3×         | gospodarz Widzów: 2500 Sędzia: Miljan Vešović Novica Mitrović |

| 22 kwietnia 201720:45 | Saint-Raphaël Var Handball | 30:26(15:14) | MT Melsungen                                                        | gospodarz Widzów: 1657 Sędzia: Lars Jørum Håvard Kleven |
| 22 kwietnia 201720:45 | Raphaël Caucheteux 9       | 30:26(15:14) | 4 Johannes Sellin 4 Momir Rnić 4 Michael Allendorf 4 Michael Müller | gospodarz Widzów: 1657 Sędzia: Lars Jørum Håvard Kleven |
| 22 kwietnia 201720:45 | 4× · 3×                    | 30:26(15:14) | 3× · 4×                                                             | gospodarz Widzów: 1657 Sędzia: Lars Jørum Håvard Kleven |

| 23 kwietnia 201718:00 | Helvetia Anaitasuna    | 27:34(13:15) | SC Magdeburg                             | gospodarz Widzów: 3000 Sędzia: Arthur Brunner Morad Salah |
| 23 kwietnia 201718:00 | Gabriel Ceretta Jung 5 | 27:34(13:15) | 6 Matthias Musche 6 Christian O’Sullivan | gospodarz Widzów: 3000 Sędzia: Arthur Brunner Morad Salah |
| 23 kwietnia 201718:00 | 5× · 3×                | 27:34(13:15) | 5× · 4×                                  | gospodarz Widzów: 3000 Sędzia: Arthur Brunner Morad Salah |

| 29 kwietnia 201715:00 | Füchse Berlin  | 28:22(14:13) | Grundfos Tatabánya KC | gospodarz Widzów: 4828 Sędzia: Marko Boričić Dejan Marković |
| 29 kwietnia 201715:00 | Steffen Fäth 6 | 28:22(14:13) | 5 Ádám Juhász         | gospodarz Widzów: 4828 Sędzia: Marko Boričić Dejan Marković |
| 29 kwietnia 201715:00 | 7× · 3×        | 28:22(14:13) | 2× · 3×               | gospodarz Widzów: 4828 Sędzia: Marko Boričić Dejan Marković |

| 29 kwietnia 201717:00 | SC Magdeburg           | 35:32(15:18) | Helvetia Anaitasuna            | gospodarz Widzów: 4015 Sędzia: Kürşad Erdoğan İbrahim Özdeniz |
| 29 kwietnia 201717:00 | Christian O’Sullivan 6 | 35:32(15:18) | 6 Mikel Aguirrezabalaga Garcia | gospodarz Widzów: 4015 Sędzia: Kürşad Erdoğan İbrahim Özdeniz |
| 29 kwietnia 201717:00 | 1× · 2×                | 35:32(15:18) | 3× · 3×                        | gospodarz Widzów: 4015 Sędzia: Kürşad Erdoğan İbrahim Özdeniz |

| 29 kwietnia 201720:00 | MT Melsungen     | 23:31(15:15) | Saint-Raphaël Var Handball | gospodarz Widzów: 3814 Sędzia: Csaba Kékes Pál Kékes |
| 29 kwietnia 201720:00 | Michael Müller 5 | 23:31(15:15) | 10 Raphaël Caucheteux      | gospodarz Widzów: 3814 Sędzia: Csaba Kékes Pál Kékes |
| 29 kwietnia 201720:00 | 3× · 3×          | 23:31(15:15) | 3× · 3×                    | gospodarz Widzów: 3814 Sędzia: Csaba Kékes Pál Kékes |